# Talavera (poterie)
Pour les articles homonymes, voir Talavera (homonymie).
La poterie Talavera est une tradition de poterie mexicaine et espagnole qui tire son nom de la poterie espagnole de Talavera de la Reina (en), de Talavera de la Reina, en Espagne. La poterie mexicaine est une faience de type majolique ou de faïence émaillée à l'étain, avec une glaçure à base blanche typique de ce style. Elle provient de la ville de San Pablo del Monte, dans l'état de Tlaxcala, et des villes de Puebla, Atlixco (en), Cholula et Tecali, toutes dans l'état de Puebla, en raison de la qualité de l'argile naturelle qui s'y trouve et de la tradition de production qui remonte au XVIe siècle. Une grande partie de cette poterie est décorée uniquement en bleu, mais des couleurs comme le jaune, le noir, le vert, l'orange et le mauve sont également utilisées. La poterie majolique est introduite au Mexique par les Espagnols au premier siècle de la période coloniale. La production de cette céramique se développe fortement à Puebla en raison de la disponibilité d'argiles fines et de la demande de carreaux des églises et monastères nouvellement établis dans la région. L'industrie se développe suffisamment développée pour qu'au milieu du XVIIe siècle, des normes et des guildes soient établies, ce qui permet d'améliorer encore la qualité, conduisant Puebla à ce qu'on appelle l'« âge d'or » de la poterie Talavera (de 1650 à 1750). Formellement, la tradition qui s'y développe est appelée « Talavera Poblana » pour la distinguer de la poterie Talavera d'Espagne qui porte le même nom. C'est un mélange de techniques céramiques italiennes, espagnoles et indigènes.
La tradition connaît des difficultés depuis la guerre d'indépendance du Mexique au début du XIXe siècle, lorsque le nombre d'ateliers est réduit à moins de huit dans l'État de Puebla. Plus tard, les efforts des artistes et des collectionneurs relancent quelque peu l'artisanat au début du XXe siècle et il existe aujourd'hui d'importantes collections de poteries Talavera à Puebla, Mexico et New York. D'autres efforts pour préserver et promouvoir l'artisanat sont déployés à la fin du XXe siècle, avec l'introduction de nouveaux motifs décoratifs et l'adoption de la loi sur la dénomination d'origine de la Talavera pour protéger les pièces authentiques réalisées avec les méthodes originales du XVIe siècle,.

## Définition

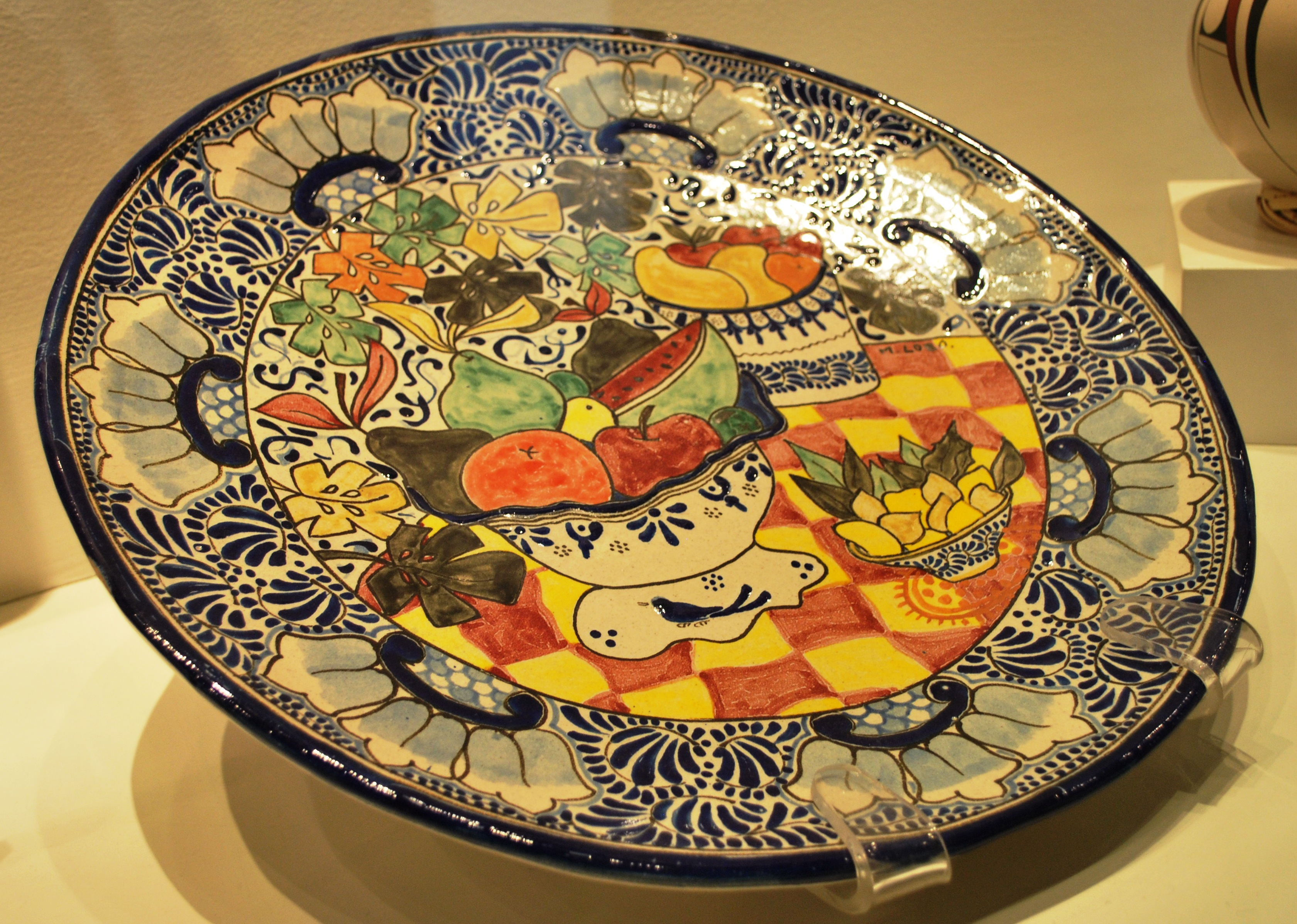
Plat de service Talavera de Marcela Lobo.

L'authentique poterie Talavera provient uniquement de Talavera de la Reina en Espagne et de la ville de San Pablo del Monte dans l'état de Tlaxcala,, et des villes de Puebla, Atlixco (en), Cholula et Tecali, car les argiles nécessaires et l'histoire de ce métier y sont centrées. Toutes les pièces sont faites à la main sur un tour de potier et les glaçures contiennent de l'étain et du plomb, comme à l'époque coloniale. Cette glaçure doit être craquelée, légèrement poreuse et blanc laiteux, mais pas d'un blanc pur. Il n'y a que six couleurs permises : bleu, jaune, noir, vert, orange et mauve, et ces couleurs doivent être faites de pigments naturels. Les motifs peints ont un aspect flou car ils fondent légèrement dans l'émail. La base, la partie qui touche la table, n'est pas vitrée mais expose la terre cuite en dessous. Une inscription est requise sur le fond qui contient les informations suivantes : le logo du fabricant, les initiales de l'artiste et l'emplacement du fabricant à Puebla,,.
La conception des pièces est fortement réglementée par la tradition. La peinture finit par être légèrement soulevée par-dessus la base. Au début, seul un bleu cobalt est utilisé, car c'est le pigment le plus cher, ce qui le rend très recherché non seulement pour son prestige, mais aussi parce qu'il assure la qualité de l'ensemble de la pièce. Seules des argiles naturelles sont utilisées, plutôt que des argiles traitées chimiquement et teintes, et le processus de fabrication artisanale prend trois à quatre mois. Le processus est risqué parce qu'une pièce peut se briser à tout moment. Cela rend le Talavera trois fois plus cher que les autres types de poteries. Pour cette raison, les fabricants de Talavera sont soumis à la pression d'imitations, généralement de Chine, et de céramiques similaires d'autres régions du Mexique, en particulier de Guanajuato. L'État de Guanajuato demande au gouvernement fédéral le droit de partager la désignation Talavera avec Puebla, mais depuis 1997, cette demande est rejetée et les céramiques émaillées d'autres régions du Mexique sont appelées Maiolica ou Majolica,.
Aujourd'hui, seules les pièces fabriquées dans des zones désignées et dans des ateliers certifiés sont autorisées à appeler leur travail « Talavera ».  La certification est délivrée par le Consejo Regulador de la Talavera, un organisme de réglementation spécial. Jusqu'à présent, seuls neuf ateliers sont certifiés : Uriarte Talavera, Talavera La Reyna, Talavera Armando, Talavera Celia, Talavera Santa Catarina, Talavera de la Nueva España, Talavera de la Luz, Talavera de las Americas et Talavera Virglio Perez. Chacun d'entre eux doit passer avec succès une inspection semestrielle des procédés de fabrication. Les pièces sont soumises à seize tests en laboratoire avec des laboratoires certifiés internationalement. En outre, la Faculté des sciences de l'université de Puebla effectue un test pour s'assurer que la glaçure ne contient pas plus de 2,5 parties par million de plomb ou plus de 0,25 parties par million de cadmium, car beaucoup de ces pièces sont utilisées pour servir des aliments,. Seules les pièces des ateliers qui répondent aux normes sont autorisées à porter la signature du potier, le logo de l'atelier et l'hologramme spécial qui certifie l'authenticité de la pièce.

## Production

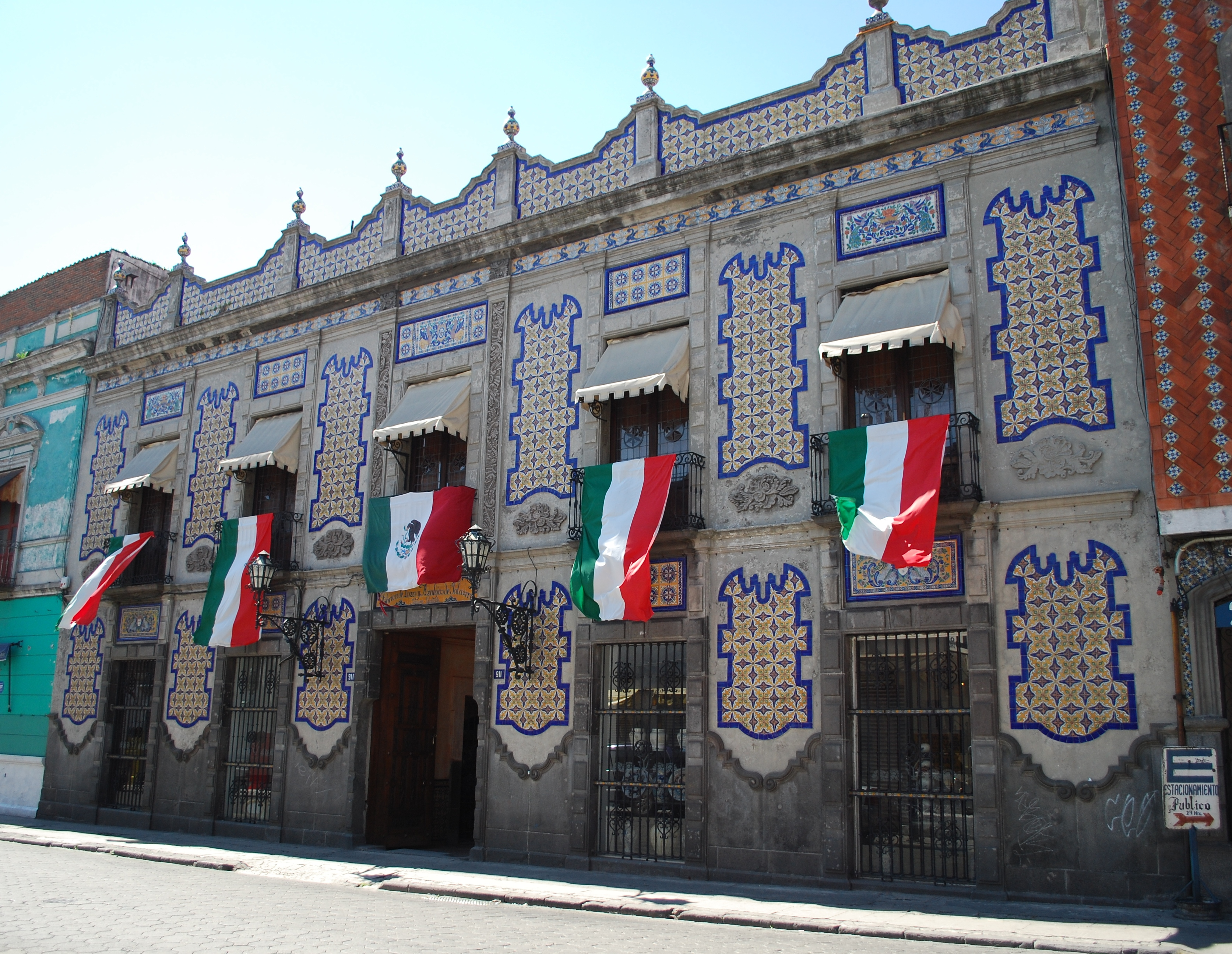
Atelier Uriarte Talavera à Puebla.

Le processus de création de la poterie Talavera est élaboré et n'a pratiquement pas changé depuis le début de la période coloniale, lorsque l'artisanat est introduit pour la première fois,. La première étape consiste à mélanger le sable noir d'Amozoc et le sable blanc de Tecali. Il est ensuite lavé et filtré pour ne retenir que les particules les plus fines. Cela peut réduire le volume de cinquante pour cent. Ensuite, la pièce est façonnée à la main sur un tour de potier, puis laissée à sécher pendant plusieurs jours. Vient ensuite la première cuisson, à 850 °C. La pièce est testée pour voir s'il y a des fissures. Le vitrage initial, qui crée le fond blanc laiteux, est appliqué. Après cela, le dessin est peint à la main. Enfin, une deuxième cuisson est appliquée pour durcir l'émail. Ce processus prend environ trois mois pour la plupart des pièces, mais certaines pièces peuvent prendre jusqu'à six mois.
Ce processus est si compliqué et risque d'être irrémédiablement endommagé qu'à l'époque coloniale, les artisans font des prières spéciales, surtout pendant le processus de cuisson.
Certains ateliers à Puebla proposent des visites guidées et expliquent les processus impliqués. L'atelier certifié le plus ancien, fonctionnant en continu, se trouve à Uriarte. Fondée en 1824 par Dimas Uriarte, il se spécialise dans le design traditionnel de l'époque coloniale. Un autre atelier certifié, Talavera de la Reina, est connu pour revitaliser la décoration de la céramique avec le travail des artistes mexicains des années 1990.

## Usage

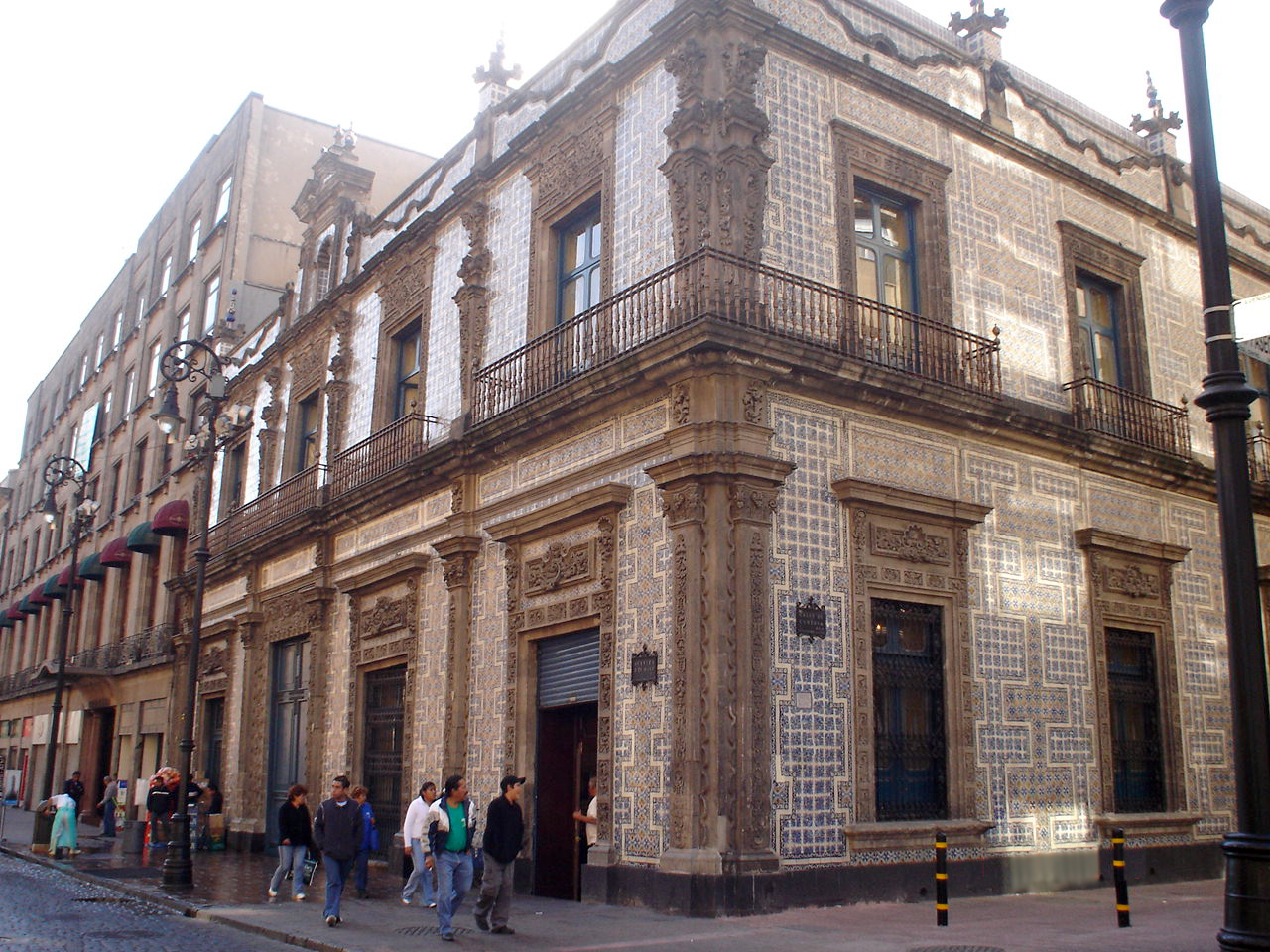
La Casa de los Azulejos à Mexico.

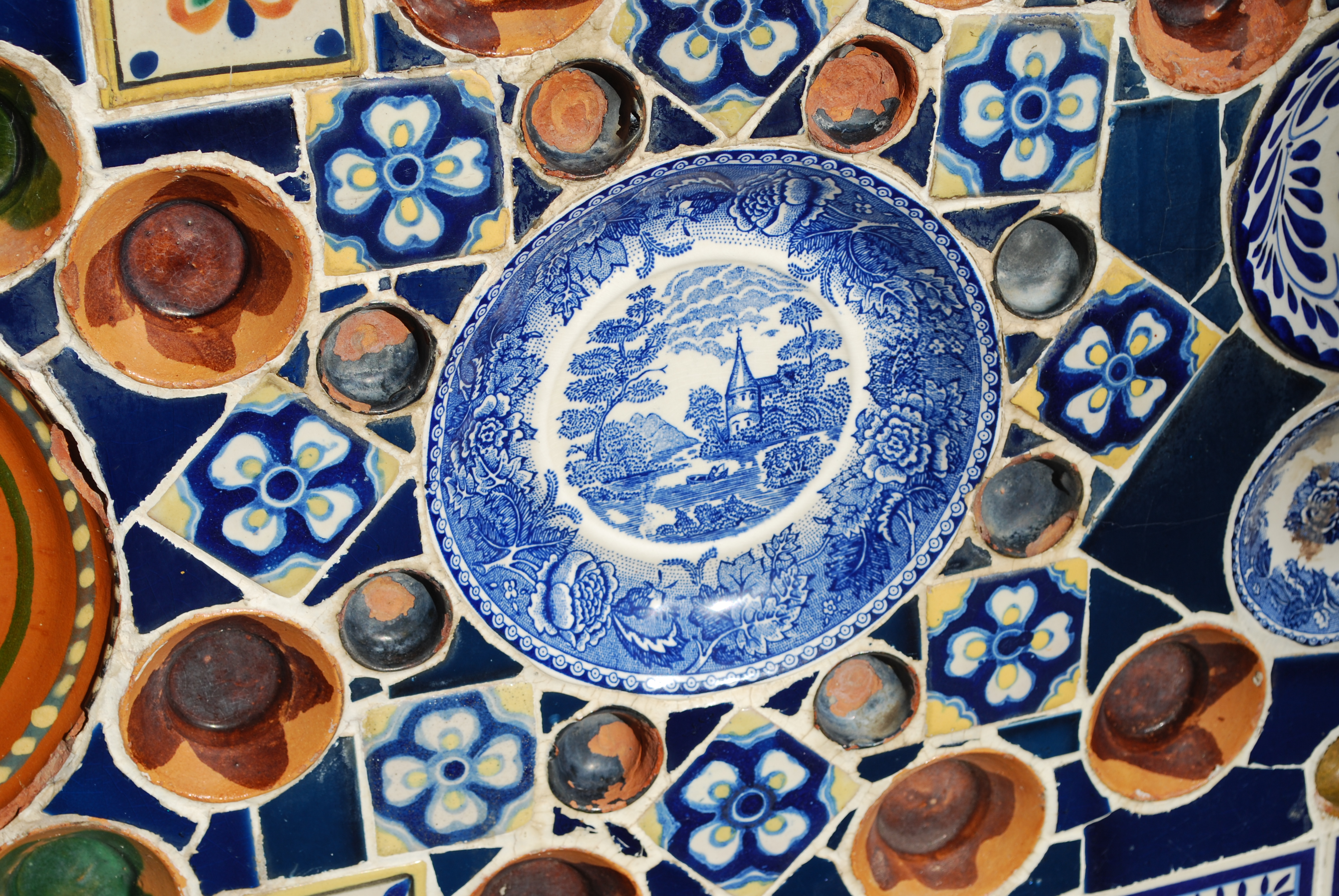
Détail de la mosaïque Talavera utilisée pour décorer une fontaine de l'Hacienda Chautla à San Salvador el Verde, dans l'état de Puebla.

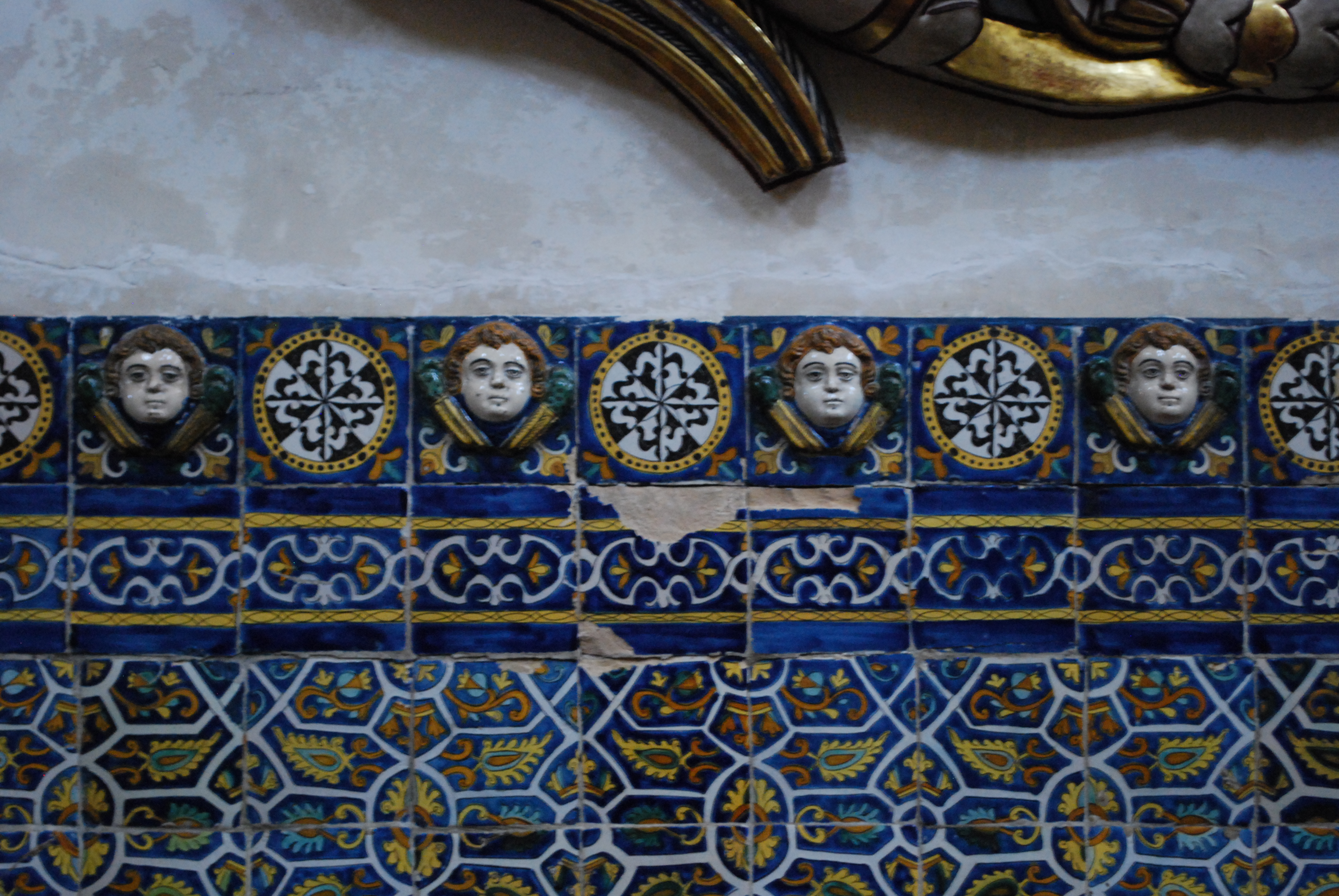
Talavera coloniale à l'intérieur de la Capilla del Rosario à Puebla.

La céramique Talavera est surtout utilisée pour fabriquer des objets utilitaires tels que des assiettes, des bols, des pots, des pots de fleurs, des éviers, des objets religieux et des figures décoratives. Cependant, une utilisation importante de la céramique est pour les carreaux, qui sont utilisés pour décorer à la fois l'intérieur et l'extérieur des bâtiments au Mexique, en particulier dans la ville de Puebla. La cuisine de Puebla est l'un des environnements traditionnels de la poterie Talavera, des carreaux décorant les murs et les comptoirs aux plats et autres récipients alimentaires. C'est un style de cuisine très distinct. Dans les cuisines des monastères de la région, de nombreux dessins incorporent également l'emblème de l'ordre religieux. De nombreuses façades du centre historique de Puebla sont décorées de ces carreaux,. Ces tuiles sont appelées « azulejos » et se trouvent sur les fontaines, les patios, les façades des maisons, les églises et autres bâtiments, formant une partie importante de l'architecture baroque de Puebla. Cette utilisation d'azulejos atteste de la richesse de la famille ou de l'église. C'est ce qui conduit à l'adage « ne jamais pouvoir construire une maison en tuiles », ce qui signifie n'arriver à rien dans la vie. Pouvoir montrer ce genre de richesse ne se limite pas à Puebla. A Mexico, l'église du couvent de l'Encarnación et l'église de la Vierge de Valvanera ont toutes deux des coupoles couvertes de Talavera. L'exemple le plus célèbre de Talavera dans la capitale est la Casa de los Azulejos (en), un palais du XVIIIe siècle construit par la famille du comte del Valle de Orizaba. Ce qui distingue ce palais, dans la Cité des Palais, c'est que sa façade sur trois côtés est entièrement recouverte d'un carrelage bleu et blanc coûteux, sensationnel à l'époque où les carreaux ont été posés,
.

## Histoire

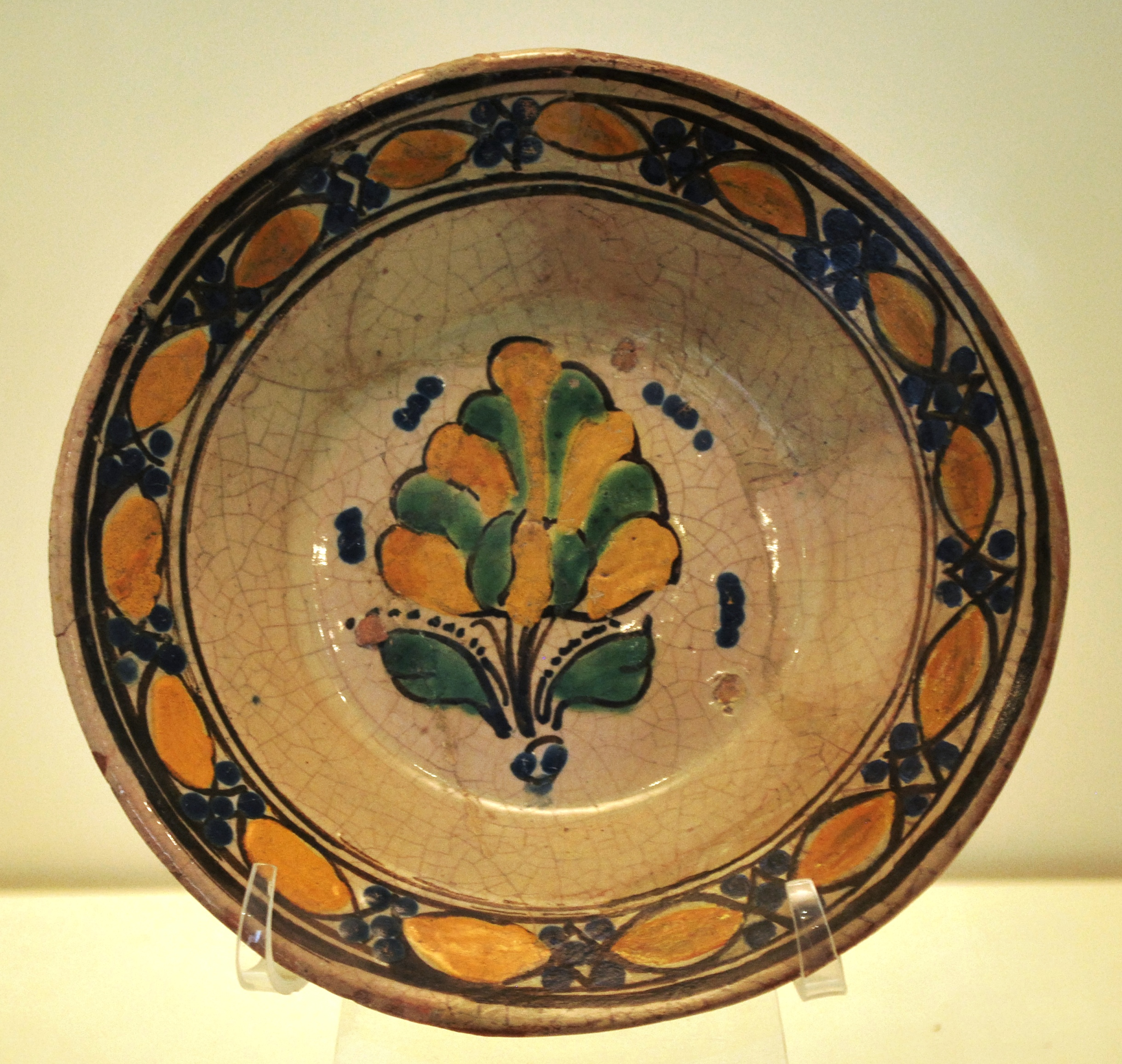
Bol Talavera du XVIe ou XVIIe siècle

Les techniques et les dessins de la poterie islamique sont introduits en Espagne par les Maures à la fin du XIIe siècle sous la forme d'objets hispano-mauresques. De là, ils influencent la poterie médiévale tardive dans le reste de l'Espagne et de l'Europe, sous le nom de majolica,. Les artisans espagnols de Talavera de la Reina, en Castille, adoptent et ajoutent à la forme d'art. D'autres influences italiennes sont incorporées au fur et à mesure de l'évolution de l'artisanat en Espagne, et des guildes sont formées pour réguler la qualité.
À peu près à la même époque, les cultures préhispaniques ont leur propre tradition de poterie et de céramique, mais elles n'impliquent pas de tour de potier ou d'émail,. Il existe plusieurs théories sur la façon dont la poterie de majolique est introduite au Mexique. La plus commune et la plus acceptée est qu'elle est introduite par des moines qui soit envoient chercher des artisans d'Espagne, soit savent comment produire eux-mêmes la céramique. Ces moines veulent des carreaux et d'autres objets pour décorer leurs nouveaux monastères, alors pour répondre à cette demande, soit des artistes espagnols, soit les moines apprennent aux artistes indigènes à produire la poterie émaillée,. Un nombre important de potiers laïcs de Séville et de Talavera de la Reina, en Espagne, viennent au Mexique au tout début de la période coloniale,. Plus tard, un célèbre potier du nom de Diego Gaytán, originaire de Talavera, a un impact sur la poterie après son arrivée à Puebla.
Depuis la fondation de la ville de Puebla en 1531, un grand nombre d'églises et de monastères sont construits. La demande de carreaux pour décorer ces bâtiments et la disponibilité d'argile de haute qualité dans la région donnent naissance à l'industrie de la céramique. Elle est bientôt produite par des indigènes et des artisans espagnols, ce qui se traduit par un mélange d'influences, en particulier dans le design décoratif. La nouvelle tradition est connue sous le nom de « Talavera Poblana » pour la distinguer de celle de la poterie Talavera d'Espagne,. En 1550, la ville de Puebla produit des Talaveras de haute qualité et, en 1580, elle est devenue le premier centre de production Talavera au Mexique.
De 1580 au milieu du XVIIe siècle, le nombre de potiers et d'ateliers ne cesse de croître, chacun ayant ses propres conceptions et techniques. Le gouvernement colonial décide de réglementer l'industrie avec des guildes et des normes. En 1653, les premières ordonnances sont adoptées. Celles-ci réglementent qui peut être qualifié d'artisan, les catégories de qualité des produits, et les normes de décoration. Le but est d'uniformiser la production de céramique et d'augmenter la qualité de ce qui est produit. Parmi les règles établies par les ordonnances, mentionnons l'utilisation de cobalt bleu sur les pièces les plus fines et de qualité, le marquage des pièces par les artisans pour éviter les contrefaçons, la création de catégories de qualité (fine, semi-fine et usage quotidien), les inspections et examens annuels des maîtres potiers.
La période entre 1650 et 1750 est connue comme l'âge d'or de laTalavera. Puebla devient le centre de faïence le plus important de la Nouvelle-Espagne. Les pièces sont expédiées sur tout le territoire, au Guatemala, à Cuba, à Santo Domingo, au Venezuela et en Colombie. Pendant ce temps, l'utilisation préférée du bleu sur la poterie Talavera est renforcée par l'influence de la dynastie chinoise Ming à travers les céramiques chinoises importées qui arrivent au Mexique via les galions de Manille. Les influences italiennes du XVIIIe siècle introduisent l'utilisation d'autres couleurs.
Pendant la guerre d'indépendance du Mexique, la guilde des potiers et les ordonnances du XVIIe siècle sont abolies. Cela permet à n'importe qui de fabriquer la céramique de quelque façon que ce soit, ce qui entraîne une baisse de la qualité. La guerre perturbe le commerce entre les colonies espagnoles et la porcelaine anglaise, moins chère, est importée. Le marché de la Talavera s'effondre. Sur les quarante-six ateliers qui produisaient au XVIIIe siècle, il n'en reste que sept après la guerre.
En 1897, un Catalan du nom d'Enrique Luis Ventosa arrive à Puebla. Il est fasciné par l'histoire de l'artisanat qui est unique par rapport aux autres formes d'art au Mexique. Il étudie les processus originaux et les combine avec sa connaissance de l'œuvre contemporaine espagnole. Il publie des articles et des poèmes sur la tradition et travaille à la décoration de pièces en céramique. En 1922, il se lie d'amitié avec Ysauro Uriarte Martinez, jeune potier, qui a hérité de l'atelier de son grand-père. Les deux hommes collaborent pour créer de nouveaux motifs décoratifs, ajoutant des influences précolombiennes et Art nouveau aux influences islamiques, chinoises, espagnoles et italiennes qui sont déjà présentes. Ils travaillent également travaillé à rétablir les anciens niveaux de qualité. Le moment est bien choisi, car la Révolution mexicaine est terminée et le pays est en période de reconstruction.
Toutefois, dans les années 1980, le nombre d'ateliers diminue encore jusqu'à ce qu'il n'en reste plus que quatre. La Talavera est sous pression à la fin du XXe siècle en raison de la concurrence de la poterie fabriquée dans d'autres États mexicains, des importations bon marché et de l'absence de modèles plus modernes et imaginatifs. Au début des années 1990, l'atelier Talavera de la Reina commence à revitaliser l'artisanat en invitant des artistes à travailler avec leurs artisans pour créer de nouvelles pièces et de nouveaux décors. Parmi les artistes figurent Juan Soriano, Vicente Rojo Almazán (es), Javier Marín (en), Gustavo Pérez (en), Magali Lara (en) et Francisco Toledo,,. Ils ne changent pas les procédés céramiques, mais ajoutent des formes humaines, des animaux, d'autres objets et des images traditionnelles de fleurs aux motifs.

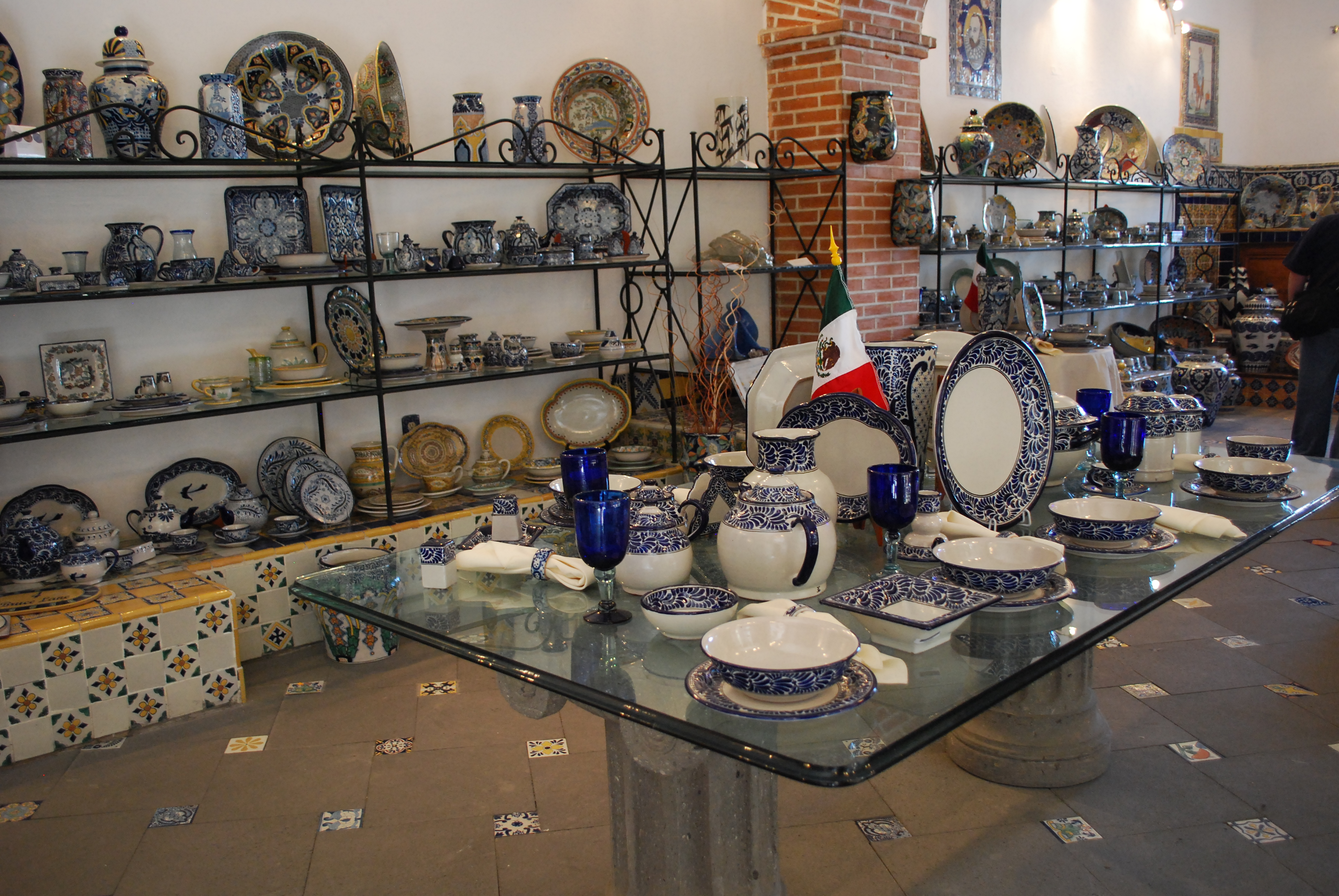
Une des salles d'exposition de l'atelier d'Uriarte.

Depuis lors, il y a une certaine résurgence de l'artisanat. Dans les années 2000, dix-sept ateliers produisent la Talavera dans l'ancienne tradition. Huit d'entre eux sont en voie d'obtenir leur certification. Ces ateliers emploient environ 250 travailleurs et exportent leurs produits aux États-Unis, au Canada, en Amérique du Sud et en Europe.
Bien que les Espagnols aient introduit ce type de poterie, ironiquement le terme Talavera est beaucoup plus utilisé au Mexique que dans la Talavera de la Reina, en Espagne, son homonyme. En 1997, la Dénomination d'Origine de la Talavera est créée pour réglementer les pièces qui peuvent être officiellement appelées Talavera. Les exigences comprennent la ville de production, l'argile utilisée et les méthodes de fabrication. Ces pièces portent maintenant des hologrammes. L'une des raisons pour lesquelles la loi fédérale est adoptée est que les autres ateliers Talavera ont maintenu la haute qualité et le processus d'artisanat du début de la période coloniale, et que l'objectif est de protéger la tradition.
Cependant, la tradition lutte toujours. Angelica Moreno, propriétaire de Talavera de la Reina, est préoccupée par le déclin de la tradition artisanale, malgré les efforts de son atelier. L'un des problèmes auxquels l'artisanat est confronté est le manque de jeunes qui sont intéressés à l'apprendre. Un artisan gagne environ 700 à 800 pesos par semaine, ce qui ne suffit pas à couvrir ses dépenses.
Les processus de fabrication de la talavera artisanale de Puebla et de Tlaxcala (Mexique) et de la céramique de Talavera de la Reina et d'El Puente del Arzobispo (Espagne) sont inscrits sur la liste représentative du patrimoine culturel immatériel de l'humanité en décembre 2019.

## Expositions

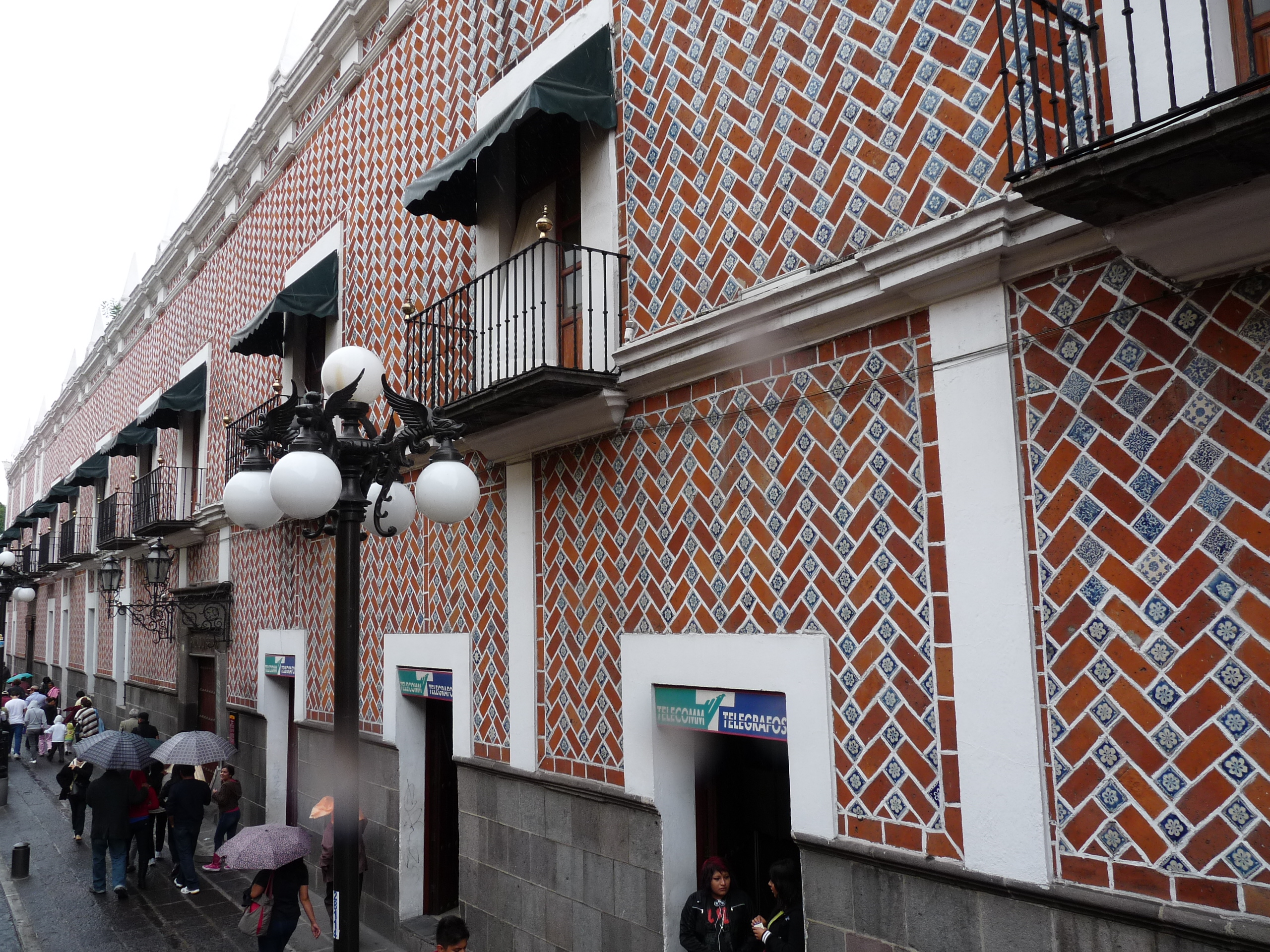
Tuiles coloniales Talavera sur la façade extérieure de la Biblioteca Palafoxiana, à Puebla.

Au début du XXe siècle, l'intérêt pour la collection se développe. En 1904, une Américaine du nom d'Emily Johnston de Forrest découvre la Talavera lors d'un voyage au Mexique. Elle s'intéresse à la collection et consulte des érudits, des collectionneurs locaux et des marchands. Par la suite, sa collection devient la base de ce qui est actuellement exposé au Metropolitan Museum of Art à New York. Son enthousiasme est transmis à Edwin Atlee Barber, conservateur du Philadelphia Museum of Art. Lui aussi passe du temps au Mexique et introduit la Talavera dans la collection du musée de Pennsylvanie. Il étudie les grandes périodes stylistiques et pour distinguer les meilleurs exemples, il publie un guide en 1908, qui est encore considéré comme faisant autorité.
Au cours de cette période, d'importantes collections muséales sont également rassemblées au Mexique. L'une des plus anciennes et des plus importantes est la collection de Francisco Perez Salazer à Mexico. Un peu plus tard, dans les années 1920, Franz Mayer (en), agent de change d'origine allemande, commence sa collection. À Puebla, il est considéré comme un peu fou d'avoir acheté tous les « vieux trucs » des locaux. En 1986, le Musée Franz Mayer (en) ouvre ses portes à Mexico avec la plus grande collection de Talavera Poblana au monde - 726 pièces du XVIIe au XIXe siècle et quelques pièces du XXe siècle de Enrique Luis Ventosa. A Puebla, José Luis Bello y González et son fils José Mariano Bello y Acedo demandent conseil à Ventosa pour commencer leur collection. Ils rassemblent la plus grande et la plus importante collection de la ville qui se trouve actuellement au Musée José Luis Bello y González (Musée Bello).
Plus récemment, le Museo de la Talavera (Musée de la Talavera) est créé dans la ville de Puebla, avec une collection initiale de 400 pièces. Le musée se consacre à raconter les origines, l'histoire, les agrandissements et les variations de l'artisanat. Les pièces comprennent certaines des plus simples et des plus complexes, ainsi que celles qui représentent des époques différentes,.
Plusieurs expositions temporaires et itinérantes de certains thèmes sont créées à partir de ces collections permanentes. L'une d'elles s'appelle « El Aguila en la Historia de Mexico » (L'Aigle dans l'histoire du Mexique). L'exposition de quarante-deux pièces est parrainée par le Sénat du Mexique pour montrer comment le symbole de l'aigle est utilisé dans le pays à travers son histoire. Cette exposition est commanditée en l'honneur du bicentenaire de l'Indépendance (es) en 2010. Ces céramiques sont choisies en raison de leur combinaison d'art et d'utilité. Les aigles représentés sont ceux des armoiries du Mexique, ainsi que ceux de personnalités politiques telles que José María Morelos y Pavón et Porfirio Díaz, et ceux utilisés par des institutions telles que l'université royale et pontificale du Mexique et le Sénat mexicain lui-même.
Une autre exposition au Mexique porte sur la création de cartes à l'aide de la tuile Talavera. La plupart des tuiles de l'époque coloniale sont décorées de fleurs et de paysages, mais un grand nombre d'entre elles sont peintes pour créer des peintures murales avec des cartes. Celles qui survivent montrent comment un certain nombre de villes se développent au cours de la période coloniale. Huit des cartes de Talavera les plus représentatives du XVIe siècle sont exposées au Musée El Carmen dans le cadre de l'exposition « Cartografia : Una Vision en Talavera del Mexico Colonial » (Cartographie : Une vision en talavera du Mexique colonial). Cette exposition est composée de reproductions des originaux créés par l'atelier Talavera de la Luz à Puebla. Les cartes choisies montrent le développement de la ville de Mexico ainsi que des représentations des régions d'Acapulco, Puebla et Tesuco pendant cette période.
Des expositions ont également lieu à l'extérieur du Mexique. Le Musée de l'Amérique en Espagne organise une exposition intitulée « Talaveras de Puebla, Cerámica colonial Mexicana. Siglos XVII a XXI » (Talaveras de Puebla, céramique coloniale mexicaine, du XVIIe au XXIe siècle). Il s'agit d'une exposition temporaire de 49 pièces, combinées avec des pièces d'Espagne et de Chine comme références. Les œuvres sont prêtées par le Musée Franz Mayer et le Musée Bello,
.